# Иван Кривокапов
Иван Василев Кривокапов е български революционер, деец на Вътрешната македоно-одринска революционна организация.

## Биография
Илия Пеев е роден в 1882 година в неврокопското село Юч дурук, тогава в Османската империя, днес Делчево, България. Присъединява се към ВМОРО и в 1903 година става четник в четата на войводата Атанас Тешовски, с която участва в Илинденско-Преображенското въстание. Участва в боя при село Пирин. Четата разкъсва телеграфните жици между Неврокоп и Копривлен.
След въстанието продължава да се занимава с революционна дейност и е четник на войводата Петър Милев.
На 8 март 1943 година, като жител на Делчево, подава молба за българска народна пенсия, която е одобрена и пенсията е отпусната от Министерския съвет на Царство България.